# John Donelson
John Donelson (1718-1786), explorateur et aventurier, colonel de l'armée américaine lors de la guerre d'indépendance, fut en 1779 le fondateur, avec James Robertson, du Fort Nashborough, qui devint en 1806, la ville de Nashville et la capitale de l'État du Tennessee, incorporé en 1796.
Il a conservé un journal de cette fondation.
John Donelson fut aussi le beau-père du futur président des États-Unis, Andrew Jackson, avocat de Nashville, qui a épousé sa fille Rachel. L'un de leurs petits-fils, Donelson Raffery, sera sénateur de la Louisiane de 1892 à 1900.